# Kanton Aime
Kanton Aime is een voormalig kanton van het Franse departement Savoie in de toenmalige regio Rhône-Alpes. Het kanton maakte deel uit van het arrondissement Albertville totdat het op 22 maart 2015 werd opgeheven en de gemeenten werden opgenomen in het aangrenzende kanton Bourg-Saint-Maurice.

## Gemeenten
Het kanton omvatte de volgende gemeenten:
- Aime met 'communes associées' (Longefoy, Tessens en Villette) (hoofdplaats)
- Bellentre
- La Côte-d'Aime
- Granier
- Landry
- Mâcot-la-Plagne
- Montgirod
- Peisey-Nancroix
- Valezan